# Solanum elaeagnifolium

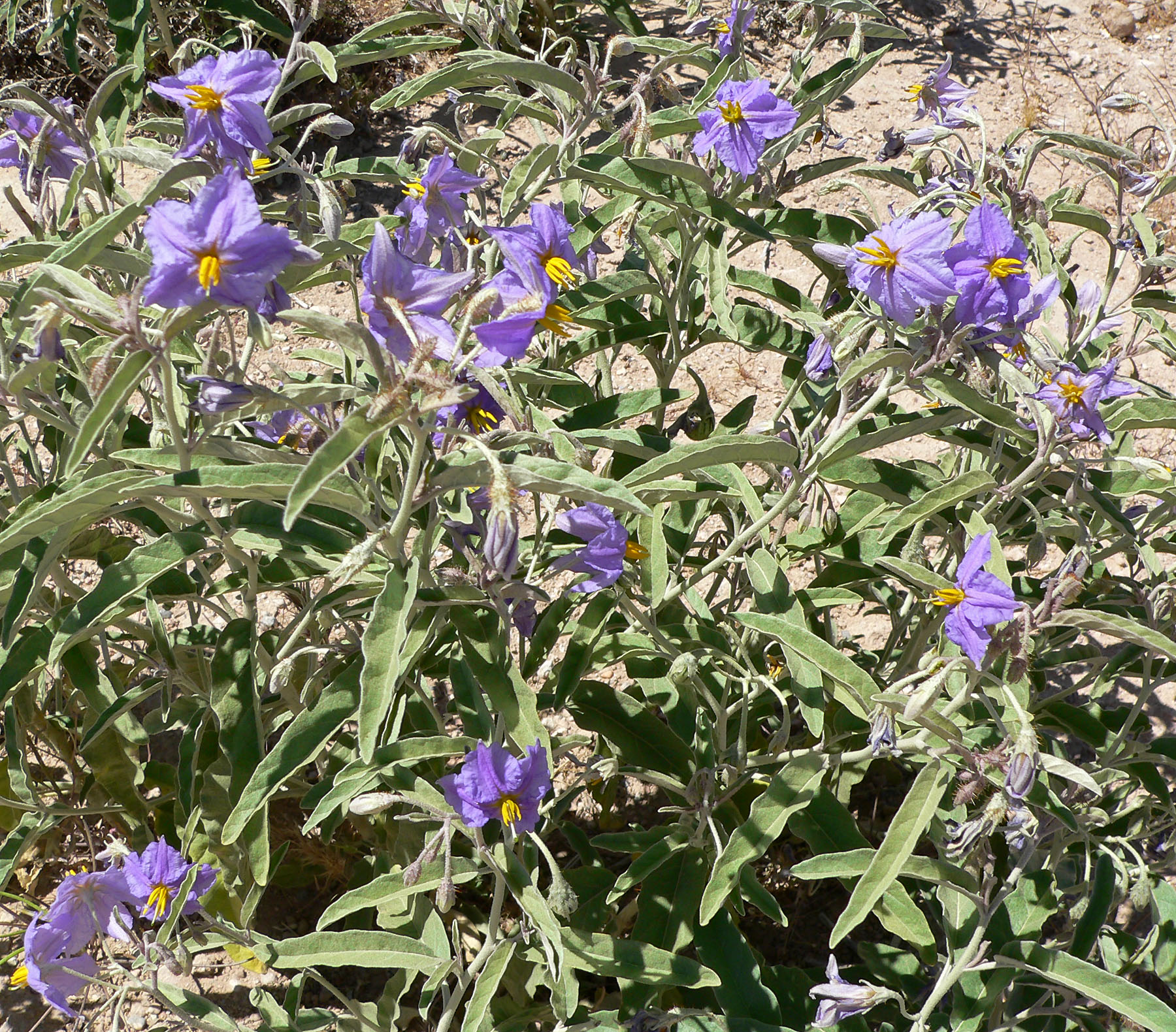
Aspecto general

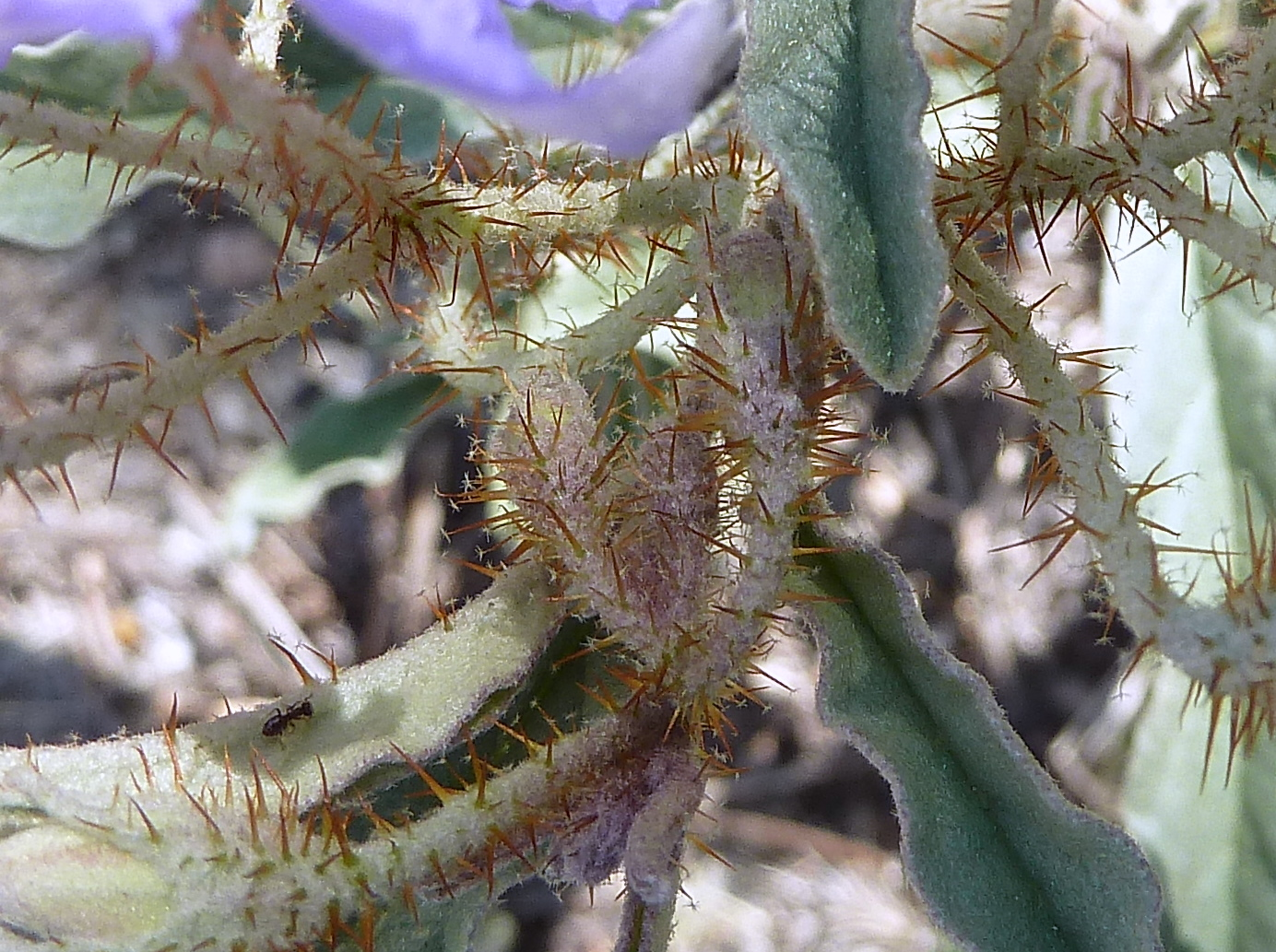
Detalle de las espinas. La hormiga a la izquierda de la imagen provee una referencia de tamaño. Madrid, Capital, Parque del Planetario, España.

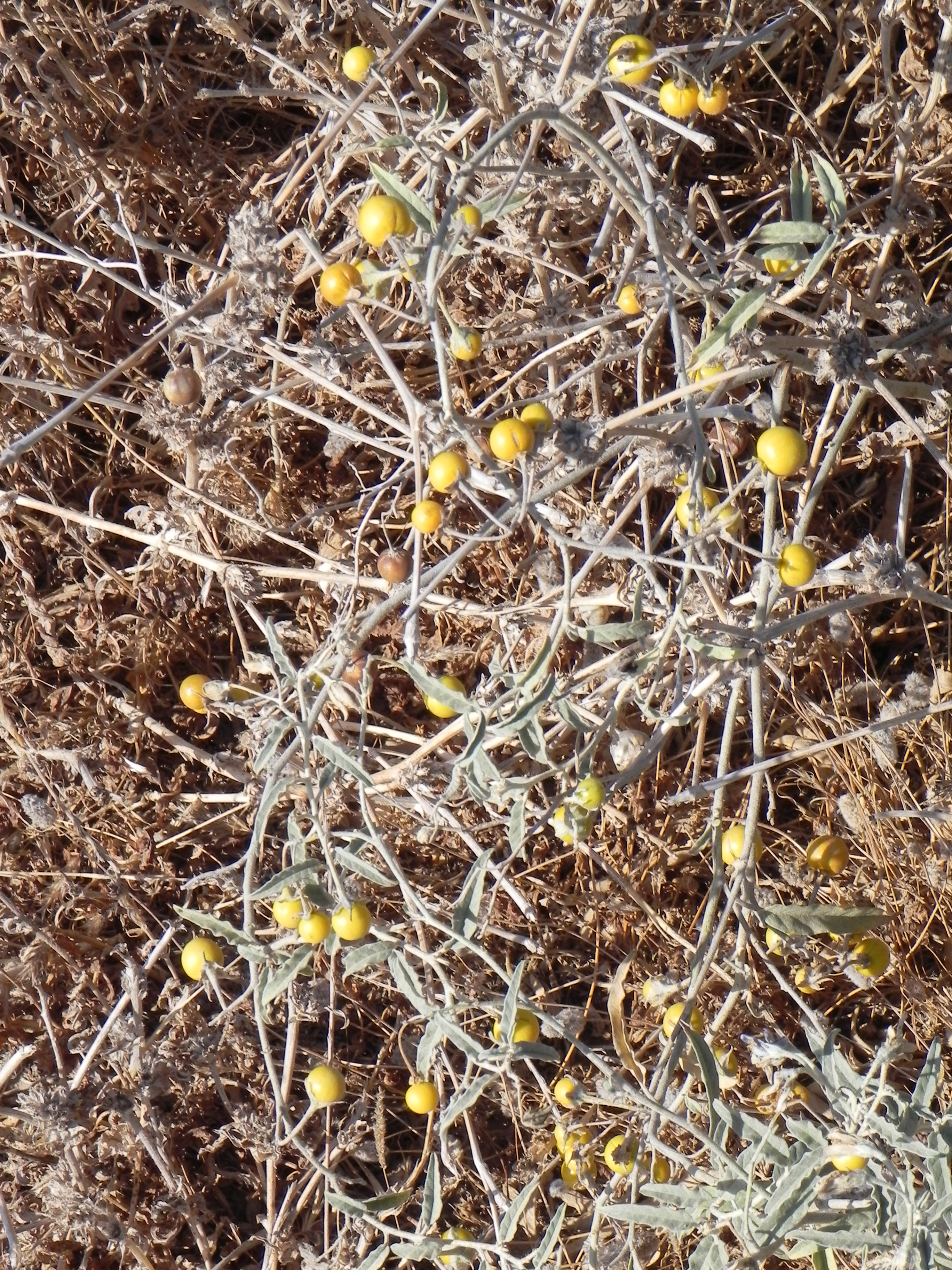
Frutos

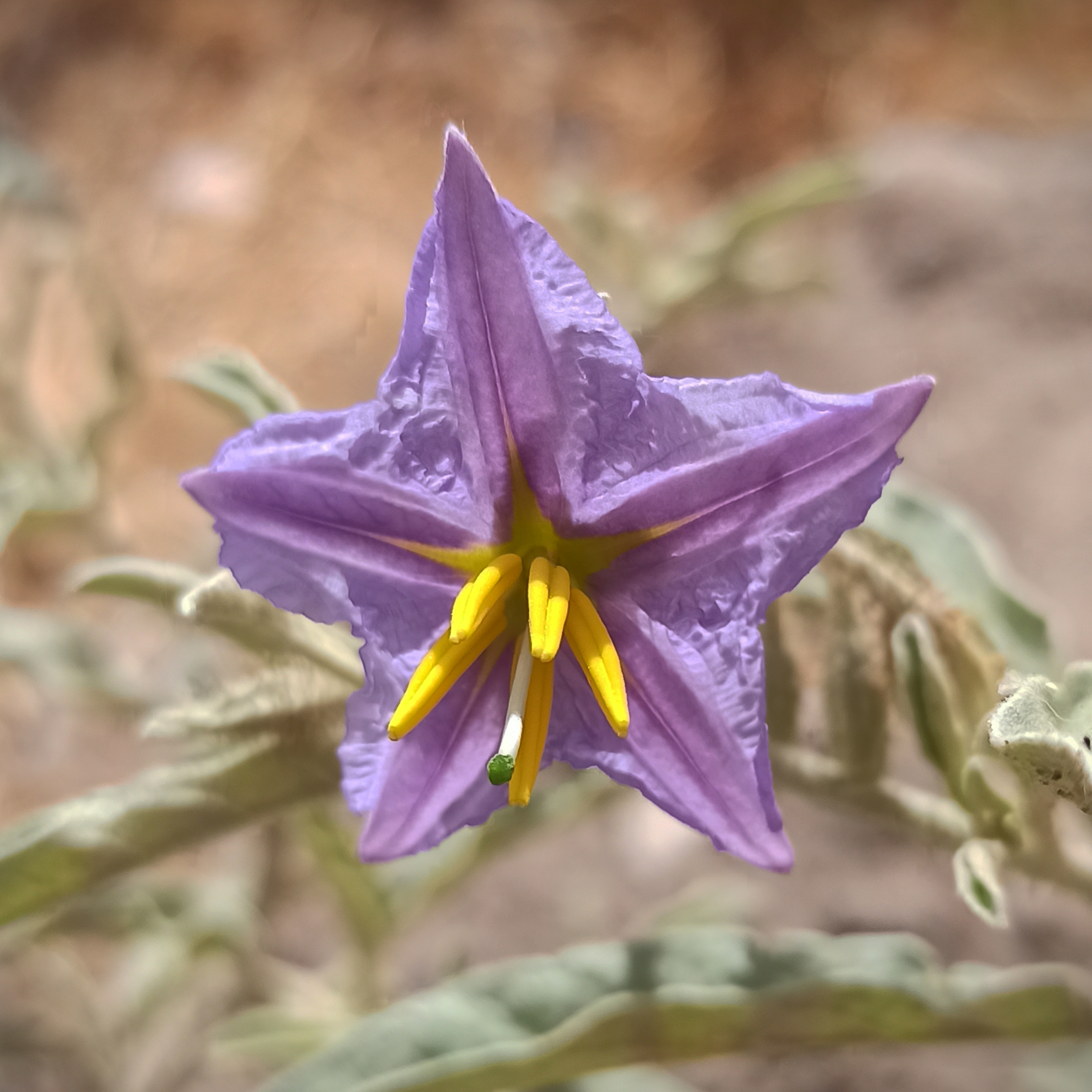
Flor

Solanum elaeagnifolium o revienta caballos es una especie de la familia de las solanáceas considerada una planta tóxica en muchos países del mundo. A veces se lo confunde con el  "tutiá" o "espina colorada" (Solanum sisymbriifolium).

## Descripción
Es una planta perenne de 20-50 cm de altura con los tallos superiores y los sépalos cubiertos de espinas cortas a menudo estrelladas. Las hojas y los tallos inferiores están recubiertos por una pelusa suave que le da un aspecto plateado o grisáceo a toda la planta. Las hojas tienen unos 15 cm de largo por 0,5 a 2,5 cm de ancho y tienen el borde ondulado. Las flores tienen cinco sépalos y cinco pétalos unidos formando una estrella, los cuales en general son de color azul lavanda pálido y, en algunos casos, blancos. Tienen cinco estambres amarillos más o menos reunidos en forma de cono. Produce bayas amarillas, anaranjadas o rojas brillante que pasan a marrón cuando se secan, con semillas discoides, aplanadas, parduzcas, de unos 4mm de diámetro.

## Hábitat y distribución
Ruderal, márgenes de cultivo y caminos, incluso en ambiente urbano.
Es originaria del Sur y centro del Continente Americano. Dudosamente nativa también en Norteamérica. 
Ampliamente repartida en el resto del mundo, España incluida.

## Usos
Se utilizaron sus frutos como jabón, para lavar la ropa, por parte de los nativos de su región de origen. 
Por sus características se considera una planta nociva en diversos países, es venenosa para el ganado y muy difícil de erradicar, dada su resistencia a condiciones adversas, y puesto que trozos de raíces de menos de 1 cm pueden regenerar la planta.
Se utilizaba comúnmente en el norte de México como cuajo en la elaboración de quesos y aún en la actualidad se utiliza escasamente en zonas rurales, donde se le conoce como trompillo.

## Taxonomía
Solanum elaeagnifolium fue descrita por Antonio José de Cavanilles y publicado en Icones et Descriptiones Plantarum 3: 22–23, pl. 243. 1794[1795].
Etimología
Solanum: nombre genérico que deriva del vocablo Latino equivalente al Griego στρνχνος (strychnos) para designar el Solanum nigrum (la "Hierba mora") —y probablemente otras especies del género, incluida la berenjena— , ya empleado por Plinio el Viejo en su Historia naturalis (21, 177 y 27, 132) y, antes, por Aulus Cornelius Celsus en De Re Medica (II, 33). Podría ser relacionado con el Latín sol. -is, "el sol", debido a que la planta sería propia de sitios algo soleados.
elaeagnifolium: epíteto latino que significa "con las hojas de Elaeagnus". 
Sinonimia
- Solanum dealbatum Lindl., Trans. Hortic. Soc., 7: 52, 1830
- Solanum flavidum Torr., Ann. Lyceum Nat. Hist. New York, 2: 227, 1828
- Solanum leprosum Ortega, Nov. Rar. Pl. Hort. Matrit. Dec., 9: 115, 1800
- Solanum obtusifolium Dunal, Solan. Syn., 26, 1816
- Solanum pyriforme var. uniflorum Dunal, in DC., Prodr., 13(1): 369, 1852
- Solanum roemerianum Scheele, Linnaea, 21: 767, 1848
- Solanum saponaceum Hook., Bot. Mag., 53: tab. 2697, 1826
- Solanum texense Engelm. & A.Gray, Boston J. Nat. Hist., 5: 227, 1845
- Solanum uniflorum Meyen ex Nees, Nov. Act. Acad. Caes. Leop., 19, Suppl. 1: 388, 1843
- Solanum elaeagnifolium forma albiflorum Cockerell, Bull. Torrey Bot. Club, 20: 410, 1893
- Solanum elaeagnifolium var. angustifolium Kuntze, Revis. Gen. Pl., 3(2): 225, 1898
- Solanum elaeagnifolium var. argyrocroton Griseb., Abh. Königl. Ges. Wiss. Göttingen, 24: 255, 1879
- Solanum elaeagnifolium forma benkei Standl., Rhodora, 34: 176, 1932
- Solanum elaeagnifolium var. grandiflorum Griseb., Abh. Königl. Ges. Wiss. Göttingen, 24: 255, 1879
- Solanum elaeagnifolium var. leprosum (Ortega) Dunal, in DC., Prodr., 13(1): 291, 1852
- Solanum elaeagnifolium var. obtusifolium (Dunal) Dunal, in DC., Prodr., 13(1): 291, 1852[5]

## Nombre vernáculos
- Castellano: revienta caballos, Solano de hoja de paraíso.[6] En México: trompillo, buena mujer, pera, tomatito de buena mujer.[7][8]